# Debra Jo Fondren
Debra Jo Fondren, född 5 februari 1955 i Los Angeles, Kalifornien, USA, är en amerikansk fotomodell och skådespelare. Hon utsågs till Playboys Playmate of the Month för september 1977 och till Playmate of the Year för 1978. Hon hade ett ovanligt långt blont hår, 150 cm som längst.